# Września pobrzeżna
Września pobrzeżna (Myricaria germanica L. Desv.) – gatunek półkrzewu należący do rodziny tamaryszkowatych. Gatunek pionierski występujący na terenach obejmujących obszary od gór na południu Europy, aż po Himalaje. W Polsce występuje tylko w Karpatach, gdzie wraz z wierzbą siwą (Salix eleagnos) tworzy zespół roślinności Salici-Myricarietum. W Polsce gatunek podlega częściowej ochronie prawnej.

## Morfologia
PokrójPółkrzew dorastający do wysokości 2 metrów, ale nie mniejszej niż 0,5 metra, o pędach rózgowatych i wyprostowanych, niezdrewniałe boczne pędy, tak samo jak w przypadku tamaryszków opadają na jesień razem z liśćmi.
LiścieJak u tamaryszków, skrętoległe wykształcone do postaci igiełkowatej, barwy szarozielonej.
KwiatyZebrane w szczytowych gronach rzadziej w wiechach, pojedyncze kwiaty 5–krotne, o zabarwieniu bladoróżowym, na kwiat przypada 10 pręcików kwiatowych zrośniętych u nasady, kwiaty są jednopienne, kwitną od czerwca do sierpnia.
OwoceDrobne torebki.

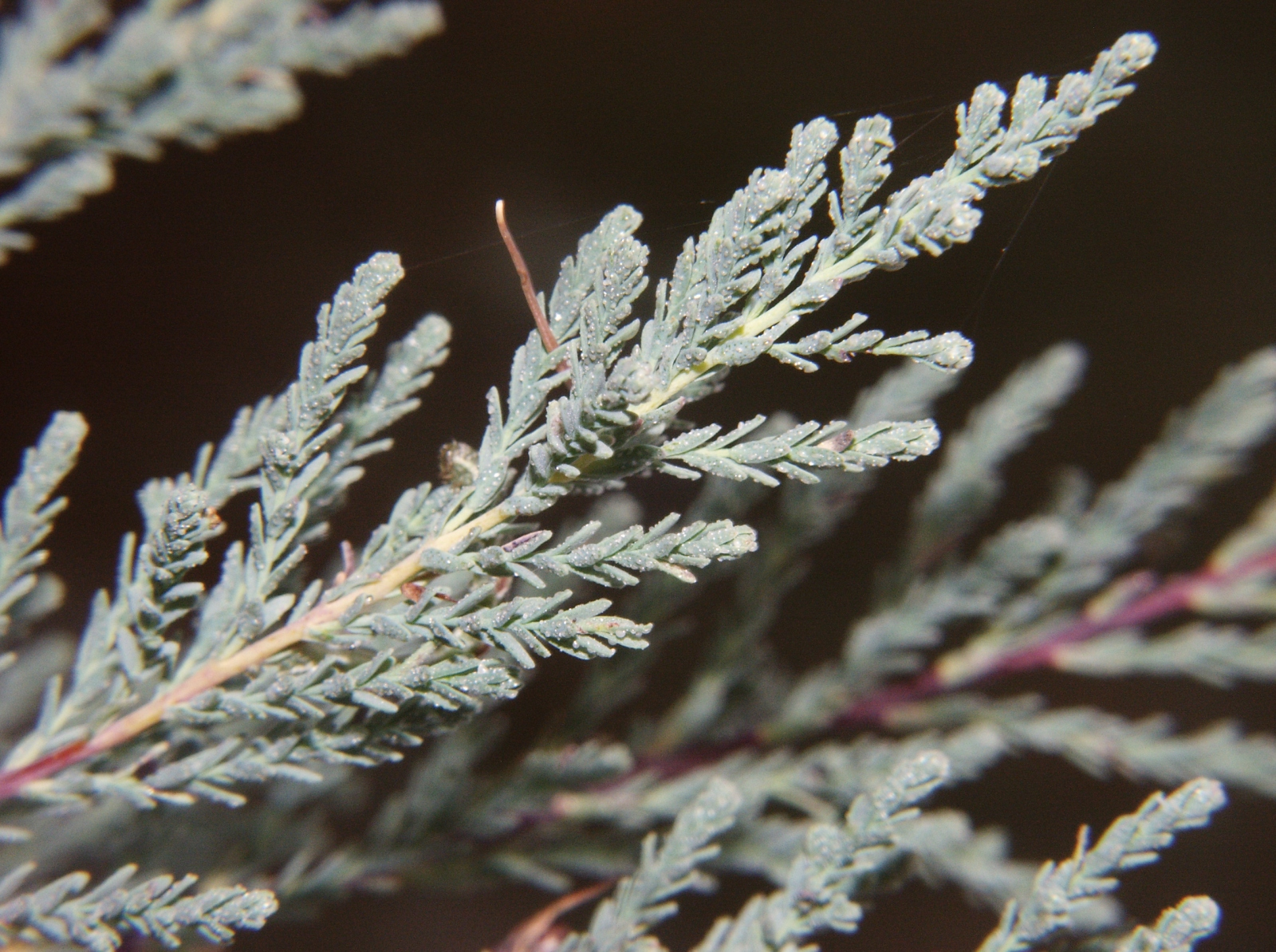
Liście
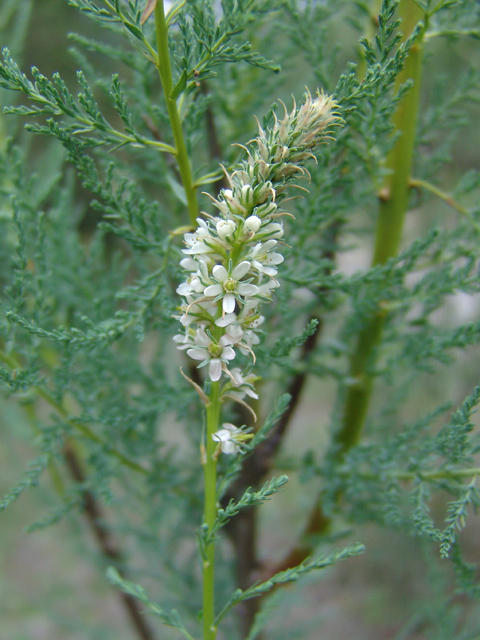
Kwiaty

## Systematyka i zmienność
Wyróżnia się podgatunek typowy oraz Myricaria germanica subsp. alopecuroides (Schrenk ex Fisch. & C. A. Mey.) Kitam.

## Zagrożenia i ochrona
Od 2014 roku gatunek jest objęty w Polsce ochroną częściową.